# Harajuku Dance Rock
Harajuku Dance Rock är en EP släppt av det japanska bandet An Cafe 13 mars 2009.
Det är en ny utgåva som bara finns tillgänglig i Nordamerika och vissa delar av Europa.

## Låtlista, CD
1. SUMMER DIVE ~sweet-melty PEACH*BEACH~
2. MY HEART LEAPS FOR "C"
3. KAWAYU'S Rock.
4. ZETSUBOU.
5. NYAPPY in the world 4 ~theme to Hannyaism~
6. AROMA.
7. Best Apart.

## Låtlista, DVD
1. SUMMER DIVE ~sweet-melty PEACH*BEACH~ music clip.
2. MY HEART LEAPS FOR "C" music clip.
3. AROMA music clip.